# Vaimoso SC
Vaimoso là một câu lạc bộ bóng đá Samoa hiện đang thi đấu ở Samoa National League.

## Lịch sử
Lần xuất hiện đầu tiên được ghi nhận của Vaimoso ở hệ thống giải bóng đá Samoa là mùa giải 2010–11 khi họ đứng nhất ở Samoan First Division. Có điều không rõ ràng đó có phải là nhờ play-off lên hạng hay không, mặc dù câu lạc bộ vẫn lên hạng, bởi vì thông tin của mùa giải tiếp theo không tồn tại. Tuy nhiên, đội bóng xếp thứ 6 chung cuộc ở mùa giải 2012–13, dưới Adidas Soccer Club nhưng trên Apia Youth, với 35 điểm, 10 thắng, 5 hòa trong 22 trận.

## Danh hiệu
Samoa First Division:
- Vô địch: 2010–11